# 拓山重工
安徽拓山重工股份有限公司（英語：Anhui Tuoshan Heavy Industries Co.,Ltd.；深交所：001226，简称：拓山重工），是中国深圳证券交易所的一家上市公司，主营业务为工程机械零部件及总成研发、设计、生产、销售与服务，是国家“专精特新”小巨人企业。
公司前身为拓山有限，成立于2011年，由徐杨顺、徐建风、游亦云共同出资设立。2020年整体变更为股份公司并更为现名。2022年6月22日，在深圳证券交易所挂牌交易。
2022年，公司实现营业收入7.02亿元，同比下降20.79%；实现净利润5883.45万元，同比下降31.79%。